# ربکا فرانت
ربکا فرانت (انگلیسی: Rebecca Front؛ زادهٔ ۱۶ مهٔ ۱۹۶۴) بازیگر، نویسنده و کمدین اهل بریتانیا است.
از فیلم‌ها یا برنامه‌های تلویزیونی که وی در آن نقش داشته‌است، می‌توان به هیومنز، پوآرو، دکتر هو، آدمکشان میدسامر، پولدارک، هوانوردان، انتهای دالانی تاریک، جنگ و صلح، بت‌گرل (فیلم)، گریمزبی اشاره کرد.